# 唐沢登喜麿
唐沢 登喜麿（からさわ ときまろ、1935年〈昭和10年〉6月20日 - 2007年〈平成19年〉）は日本映画の撮影監督。長野県出身。

## 経歴
実家は神社。1954年に成城大学文学部文芸学科に入学。この頃、特技監督円谷英二の次男である円谷皐と知り合い、映画や特撮の話題で意気投合する。円谷の自宅にも遊びに行くようになるうち、円谷特撮研究所でアルバイトとして務めるようになる。
1958年、大学卒業と同時に円谷英二の紹介で東宝特殊技術課に所属。『美女と液体人間』に参加した後、撮影部に所属し撮影助手チーフのサブとなる。『世界大戦争』（1961年）に撮影助手チーフとなる。その後、技師に昇格。カメラマンとしての活動を経て、東宝映像美術の特殊技術課課長となる。
特撮監督の樋口真嗣は、唐沢は世話好きであったと証言しており、中学生時代に撮影所を見学した際に特技課課長であった唐沢が案内をしてくれたという。
東宝映画の社長を務めた富山省吾は遠縁にあたり、学生時代には唐沢の伝手を頼って東宝で特撮美術のアルバイトに参加していた。

## 主な作品

### 映画
| 公開年月日     | 作品名                                    | 制作（配給）                                 | 役職     |
| -------------- | ----------------------------------------- | -------------------------------------------- | -------- |
| 1958年6月24日  | 美女と液体人間                            | 東宝                                         | 撮影助手 |
| 1958年10月14日 | 大怪獣バラン                              | 東宝                                         | 撮影助手 |
| 1959年4月19日  | 孫悟空                                    | 東宝                                         | 撮影助手 |
| 1959年7月5日   | 潜水艦イ-57降伏せず                       | 東宝                                         | 撮影助手 |
| 1959年10月25日 | 日本誕生                                  | 東宝                                         | 撮影助手 |
| 1959年12月26日 | 宇宙大戦争                                | 東宝                                         | 撮影助手 |
| 1960年4月10日  | 電送人間                                  | 東宝                                         | 撮影助手 |
| 1960年4月26日  | ハワイ・ミッドウェイ大海空戦 太平洋の嵐   | 東宝                                         | 撮影助手 |
| 1960年12月11日 | ガス人間第一号                            | 東宝                                         | 撮影助手 |
| 1961年1月3日   | 大坂城物語                                | 東宝                                         | 撮影助手 |
| 1961年7月30日  | モスラ                                    | 東宝                                         | 撮影助手 |
| 1961年8月13日  | 紅の海                                    | 東宝                                         | 撮影助手 |
| 1961年9月17日  | ゲンと不動明王                            | 東宝                                         | 撮影助手 |
| 1961年10月8日  | 世界大戦争                                | 東宝                                         | 撮影助手 |
| 1962年3月21日  | 妖星ゴラス                                | 東宝                                         | 撮影助手 |
| 1962年3月21日  | 紅の空                                    | 東宝                                         | 撮影助手 |
| 1962年8月11日  | キングコング対ゴジラ                      | 東宝                                         | 撮影助手 |
| 1963年1月3日   | 太平洋の翼                                | 東宝                                         | 撮影助手 |
| 1963年5月29日  | 青島要塞爆撃命令                          | 東宝                                         | 撮影助手 |
| 1963年8月11日  | マタンゴ                                  | 東宝                                         | 撮影助手 |
| 1963年10月26日 | 大盗賊                                    | 東宝                                         | 撮影助手 |
| 1963年12月22日 | 海底軍艦                                  | 東宝                                         | 撮影助手 |
| 1964年1月13日  | 士魂魔道 大龍巻                           | 宝塚映画 （東宝）                            | 撮影助手 |
| 1964年4月29日  | モスラ対ゴジラ                            | 東宝                                         | 撮影助手 |
| 1964年8月11日  | 宇宙大怪獣ドゴラ                          | 東宝                                         | 撮影助手 |
| 1964年12月20日 | 三大怪獣 地球最大の決戦                   | 東宝                                         | 撮影助手 |
| 1965年6月19日  | 太平洋奇跡の作戦 キスカ                   | 東宝                                         | 撮影助手 |
| 1965年8月8日   | フランケンシュタイン対地底怪獣            | 東宝 ベネディクト･プロダクション （東宝）    | 撮影助手 |
| 1965年10月31日 | 大冒険                                    | 東宝 渡辺プロダクション （東宝）             | 撮影助手 |
| 1965年12月19日 | 怪獣大戦争                                | 東宝                                         | 撮影助手 |
| 1966年7月13日  | ゼロ・ファイター 大空戦                   | 東宝                                         | 撮影助手 |
| 1966年7月31日  | フランケンシュタインの怪獣 サンダ対ガイラ | 東宝 ベネディクト･プロダクション （東宝）    | 撮影助手 |
| 1966年12月17日 | ゴジラ・エビラ・モスラ 南海の大決闘       | 東宝                                         | 撮影助手 |
| 1967年7月22日  | キングコングの逆襲                        | 東宝 ランキン・バス・プロダクション （東宝） | 撮影助手 |
| 1967年12月16日 | 怪獣島の決戦 ゴジラの息子                 | 東宝                                         | 撮影助手 |
| 1968年8月1日   | 怪獣総進撃                                | 東宝                                         | 撮影助手 |
| 1968年8月14日  | 連合艦隊司令長官 山本五十六               | 東宝                                         | 撮影助手 |
| 1969年7月26日  | 緯度0大作戦                               | 東宝 ドン・シャーププロ （東宝）             | 撮影助手 |
| 1969年8月13日  | 日本海大海戦                              | 東宝                                         | 撮影助手 |

### 博覧会
| 期間          | 期間          | 博覧会名       | 主催                       | 担当パビリオン | 製作会社、スポンサー  | 役職     |
| ------------- | ------------- | -------------- | -------------------------- | -------------- | --------------------- | -------- |
| 1970年3月14日 | 1970年9月13日 | 日本万国博覧会 | 財団法人日本万国博覧会協会 | 三菱未来館     | 東宝 （三菱グループ） | 撮影助手 |

### テレビ
| 期間         | 期間          | 番組名                 | 制作（放送局）         | 役職 |
| ------------ | ------------- | ---------------------- | ---------------------- | ---- |
| 1971年4月2日 | 1972年3月31日 | 帰ってきたウルトラマン | TBS 円谷プロダクション | 撮影 |